# Исихије Јерусалимски
Исихије Јерусалимски је био хришћански презвитер у Јерусалиму, проповедник и богослов, из 5. века.
Преподобног Исахија помиње Теофан Исповедник у својој Хронографији (I, 83). Кирил Скитопољски, писац житија многих Светих из тога доба, назива га "учитељем Цркве и богословом надалеко познатим".
Био је у пратњи јерусалимског патријарха Јувеналија (422—458. г.) при његовој посети манастиру Светог Јефтимија (428. г.), о чему говори Кирил Скитопољски у Житију Светог Јефтимија. И свети патријарх Фотије (Библиотека, 198) у својим списима говори великој духовној и богословској мудрости преподобног Исихија.
Аутор је бројних тумачења књига Светога Писма и књига о подвижничком и духовном животу. Посебно је значајно његово дело "О трезвењу и врлини" које је саставни део монашке збирке поука "Добротољубље".
Умро је око 440. године.
Православна црква га прославља 28. марта по јулијанском календару.